# دیت (آریزونا)
دیت (به انگلیسی: Date) یک منطقهٔ مسکونی در ایالات متحده آمریکا است که در آریزونا واقع شده‌است. دیت ۱٬۰۳۴ متر بالاتر از سطح دریا واقع شده‌است.